# Isocentris retinalis
Isocentris retinalis là một loài bướm đêm trong họ Crambidae.